# Comahuesaurus
Comahuesaurus – wymarły rodzaj dinozaura, zauropoda z rodziny rebbachizaurów.
Skamieniałości nieznanego zwierzęcia znaleziono na północnym stoku Cerro Aguada del León, w okolicy La Picasa na terenie Południowego Środkowego Neuquén, w rejonie Comahue Północnej Patagonii. Znajdują się tam skały formacji Lohan Cura. Skamieniałości spoczywały wśród skał ogniwa Puesto Quiroga rzeczonej formacji (aczkolwiek wcześniej zaliczano je do formacji Rayoso grupy Bajada del Agrio). Powstały one w apcie-albie. Współrzędne miejsca typowego wynoszą 39°34′54,3″ S, 70°05′18,8″ W.
Szczątki te opisali w 2004 Leonardo Salgado, Alberto Garrido, Sergio E. Cocca i Juan R. Cocca. Zaliczyli je do nieokreślonego gatunku kreowanego przez siebie rodzaju Limaysaurus z rodziny Rebbachisauridae. Badacze znaleźli wtedy pewne cechy łączące to znalezisko z Limaysaurus tessonei, aczkolwiek dostrzec można było także pewne odrębności. Część z nich zauważyli już Salgado et al. w 2004, kolejne uwidoczniły się podczas preparatyki i badań rzeczonego znaleziska. Wraz z rosnącą wiedzą na temat rebbachizaurów coraz bardziej jasne zdawało się, że okaz ten nie zalicza się do rodzaju Limaysaurus.
W 2012 José Luis Carballido, Leonardo Salgado, Diego Pol, José Ignacio Canudo & Alberto Garrido opublikowali w Historical Biology: An International Journal of Paleobiology pracę zatytułowaną A new basal rebbachisaurid (Sauropoda, Diplodocoidea) from the Early Cretaceous of the Neuquén Basin; evolution and biogeography of the group (Nowy bazalny rebbachizaur (Sauropoda, Diplodocoidea) z kredy wczesnej basenu Neuquén; ewolucja i biogeografia grupy). Przenieśli opisywane szczątki do nowego rodzaju, któremu nadali nazwę Comahuesaurus. Nazwę rodzajową utworzyli od regionu Comahue, na terenie którego znaleziono kości zwierzęcia. Słowo to wywodzi się z języka mapuche, w którym oznacza miejsce obfitości bądź też miejsce, w którym woda rani. Do tegoż miana dołączono człon saurus wywodzący się z saurus oznaczającego po grecku jaszczura. W rodzaju umieszczono gatunek Comahuesaurus windhauseni, którego epitet gatunkowy upamiętnia Anselmo Windhausena w uznaniu jego wkładu w rozwój wiedzy geologicznej dotyczącej basenu Neuquén. Holotypem obrano MOZ-PV 6722, łuk nerwowy tylnego kręgu grzbietowego.
Celem wskazania miejsca Comahuesaurus na drzewie rodowym zauropodów przeprowadzono analizę filogenetyczną. Wykorzystano macierz danych z pracy Carballido et al., poświęconej innemu patagońskiemu zauropodowi Chubutisaurus i bazującej na jeszcze wcześniejszych pracach. Do macierzy dodano jednak nowe taksony, nie tylko neozauropody, ale i bazalne zauropodomorfy. Otrzymano kilka drzew największej parsymonii. Wyniki potwierdziły przynależność Comahuesaurus do Rebbachisauridae, definiowanych jako klad typu stem i obejmujących taksony zaawansowane ewolucyjnie przynajmniej tak jak Amazonsaurus. Pozycję Comahuesaurus przedstawiono na poniższym kladogramie:
|  | Rayososaurus               |
|  |                            |
|  | Rebbachisaurus             |
|  |                            |
|  | Cathartesaura, Limaysaurus |
|  |                            |

|  | Demandasaurus |
|  |               |
|  | Nigersaurus   |
|  |               |

|  | Rayososaurus               |
|  |                            |
|  | Rebbachisaurus             |
|  |                            |
|  | Cathartesaura, Limaysaurus |
|  |                            |

|  | Demandasaurus |
|  |               |
|  | Nigersaurus   |
|  |               |

|  | Rayososaurus               |
|  |                            |
|  | Rebbachisaurus             |
|  |                            |
|  | Cathartesaura, Limaysaurus |
|  |                            |

|  | Demandasaurus |
|  |               |
|  | Nigersaurus   |
|  |               |

|  | Rayososaurus               |
|  |                            |
|  | Rebbachisaurus             |
|  |                            |
|  | Cathartesaura, Limaysaurus |
|  |                            |

|  | Demandasaurus |
|  |               |
|  | Nigersaurus   |
|  |               |

|  | Rayososaurus               |
|  |                            |
|  | Rebbachisaurus             |
|  |                            |
|  | Cathartesaura, Limaysaurus |
|  |                            |

|  | Demandasaurus |
|  |               |
|  | Nigersaurus   |
|  |               |

|  | Rayososaurus               |
|  |                            |
|  | Rebbachisaurus             |
|  |                            |
|  | Cathartesaura, Limaysaurus |
|  |                            |

|  | Demandasaurus |
|  |               |
|  | Nigersaurus   |
|  |               |

|  | Rayososaurus               |
|  |                            |
|  | Rebbachisaurus             |
|  |                            |
|  | Cathartesaura, Limaysaurus |
|  |                            |

|  | Demandasaurus |
|  |               |
|  | Nigersaurus   |
|  |               |

|  | Rayososaurus               |
|  |                            |
|  | Rebbachisaurus             |
|  |                            |
|  | Cathartesaura, Limaysaurus |
|  |                            |

|  | Demandasaurus |
|  |               |
|  | Nigersaurus   |
|  |               |

|  | Rayososaurus               |
|  |                            |
|  | Rebbachisaurus             |
|  |                            |
|  | Cathartesaura, Limaysaurus |
|  |                            |

|  | Demandasaurus |
|  |               |
|  | Nigersaurus   |
|  |               |

|  | Rayososaurus               |
|  |                            |
|  | Rebbachisaurus             |
|  |                            |
|  | Cathartesaura, Limaysaurus |
|  |                            |

|  | Demandasaurus |
|  |               |
|  | Nigersaurus   |
|  |               |

|  | Rayososaurus               |
|  |                            |
|  | Rebbachisaurus             |
|  |                            |
|  | Cathartesaura, Limaysaurus |
|  |                            |

|  | Demandasaurus |
|  |               |
|  | Nigersaurus   |
|  |               |

|  | Rayososaurus               |
|  |                            |
|  | Rebbachisaurus             |
|  |                            |
|  | Cathartesaura, Limaysaurus |
|  |                            |

|  | Demandasaurus |
|  |               |
|  | Nigersaurus   |
|  |               |

|  | Rayososaurus               |
|  |                            |
|  | Rebbachisaurus             |
|  |                            |
|  | Cathartesaura, Limaysaurus |
|  |                            |

|  | Demandasaurus |
|  |               |
|  | Nigersaurus   |
|  |               |

|  | Rayososaurus               |
|  |                            |
|  | Rebbachisaurus             |
|  |                            |
|  | Cathartesaura, Limaysaurus |
|  |                            |

|  | Demandasaurus |
|  |               |
|  | Nigersaurus   |
|  |               |

|  | Rayososaurus               |
|  |                            |
|  | Rebbachisaurus             |
|  |                            |
|  | Cathartesaura, Limaysaurus |
|  |                            |

|  | Demandasaurus |
|  |               |
|  | Nigersaurus   |
|  |               |

|  | Rayososaurus               |
|  |                            |
|  | Rebbachisaurus             |
|  |                            |
|  | Cathartesaura, Limaysaurus |
|  |                            |

|  | Demandasaurus |
|  |               |
|  | Nigersaurus   |
|  |               |

|  | Dicraeosauridae |
|  |                 |
|  | Diplodocidae    |
|  |                 |

|  | Rayososaurus               |
|  |                            |
|  | Rebbachisaurus             |
|  |                            |
|  | Cathartesaura, Limaysaurus |
|  |                            |

|  | Demandasaurus |
|  |               |
|  | Nigersaurus   |
|  |               |

|  | Rayososaurus               |
|  |                            |
|  | Rebbachisaurus             |
|  |                            |
|  | Cathartesaura, Limaysaurus |
|  |                            |

|  | Demandasaurus |
|  |               |
|  | Nigersaurus   |
|  |               |

|  | Rayososaurus               |
|  |                            |
|  | Rebbachisaurus             |
|  |                            |
|  | Cathartesaura, Limaysaurus |
|  |                            |

|  | Demandasaurus |
|  |               |
|  | Nigersaurus   |
|  |               |

|  | Rayososaurus               |
|  |                            |
|  | Rebbachisaurus             |
|  |                            |
|  | Cathartesaura, Limaysaurus |
|  |                            |

|  | Demandasaurus |
|  |               |
|  | Nigersaurus   |
|  |               |

|  | Rayososaurus               |
|  |                            |
|  | Rebbachisaurus             |
|  |                            |
|  | Cathartesaura, Limaysaurus |
|  |                            |

|  | Demandasaurus |
|  |               |
|  | Nigersaurus   |
|  |               |

|  | Rayososaurus               |
|  |                            |
|  | Rebbachisaurus             |
|  |                            |
|  | Cathartesaura, Limaysaurus |
|  |                            |

|  | Demandasaurus |
|  |               |
|  | Nigersaurus   |
|  |               |

|  | Rayososaurus               |
|  |                            |
|  | Rebbachisaurus             |
|  |                            |
|  | Cathartesaura, Limaysaurus |
|  |                            |

|  | Demandasaurus |
|  |               |
|  | Nigersaurus   |
|  |               |

|  | Rayososaurus               |
|  |                            |
|  | Rebbachisaurus             |
|  |                            |
|  | Cathartesaura, Limaysaurus |
|  |                            |

|  | Demandasaurus |
|  |               |
|  | Nigersaurus   |
|  |               |

|  | Rayososaurus               |
|  |                            |
|  | Rebbachisaurus             |
|  |                            |
|  | Cathartesaura, Limaysaurus |
|  |                            |

|  | Demandasaurus |
|  |               |
|  | Nigersaurus   |
|  |               |

|  | Rayososaurus               |
|  |                            |
|  | Rebbachisaurus             |
|  |                            |
|  | Cathartesaura, Limaysaurus |
|  |                            |

|  | Demandasaurus |
|  |               |
|  | Nigersaurus   |
|  |               |

|  | Rayososaurus               |
|  |                            |
|  | Rebbachisaurus             |
|  |                            |
|  | Cathartesaura, Limaysaurus |
|  |                            |

|  | Demandasaurus |
|  |               |
|  | Nigersaurus   |
|  |               |

|  | Rayososaurus               |
|  |                            |
|  | Rebbachisaurus             |
|  |                            |
|  | Cathartesaura, Limaysaurus |
|  |                            |

|  | Demandasaurus |
|  |               |
|  | Nigersaurus   |
|  |               |

|  | Rayososaurus               |
|  |                            |
|  | Rebbachisaurus             |
|  |                            |
|  | Cathartesaura, Limaysaurus |
|  |                            |

|  | Demandasaurus |
|  |               |
|  | Nigersaurus   |
|  |               |

|  | Rayososaurus               |
|  |                            |
|  | Rebbachisaurus             |
|  |                            |
|  | Cathartesaura, Limaysaurus |
|  |                            |

|  | Demandasaurus |
|  |               |
|  | Nigersaurus   |
|  |               |

|  | Rayososaurus               |
|  |                            |
|  | Rebbachisaurus             |
|  |                            |
|  | Cathartesaura, Limaysaurus |
|  |                            |

|  | Demandasaurus |
|  |               |
|  | Nigersaurus   |
|  |               |

|  | Rayososaurus               |
|  |                            |
|  | Rebbachisaurus             |
|  |                            |
|  | Cathartesaura, Limaysaurus |
|  |                            |

|  | Demandasaurus |
|  |               |
|  | Nigersaurus   |
|  |               |

|  | Dicraeosauridae |
|  |                 |
|  | Diplodocidae    |
|  |                 |

|  | Haplocanthosaurus |
|  |                   |
|  | Camasarauromorpha |
|  |                   |

|  | Rayososaurus               |
|  |                            |
|  | Rebbachisaurus             |
|  |                            |
|  | Cathartesaura, Limaysaurus |
|  |                            |

|  | Demandasaurus |
|  |               |
|  | Nigersaurus   |
|  |               |

|  | Rayososaurus               |
|  |                            |
|  | Rebbachisaurus             |
|  |                            |
|  | Cathartesaura, Limaysaurus |
|  |                            |

|  | Demandasaurus |
|  |               |
|  | Nigersaurus   |
|  |               |

|  | Rayososaurus               |
|  |                            |
|  | Rebbachisaurus             |
|  |                            |
|  | Cathartesaura, Limaysaurus |
|  |                            |

|  | Demandasaurus |
|  |               |
|  | Nigersaurus   |
|  |               |

|  | Rayososaurus               |
|  |                            |
|  | Rebbachisaurus             |
|  |                            |
|  | Cathartesaura, Limaysaurus |
|  |                            |

|  | Demandasaurus |
|  |               |
|  | Nigersaurus   |
|  |               |

|  | Rayososaurus               |
|  |                            |
|  | Rebbachisaurus             |
|  |                            |
|  | Cathartesaura, Limaysaurus |
|  |                            |

|  | Demandasaurus |
|  |               |
|  | Nigersaurus   |
|  |               |

|  | Rayososaurus               |
|  |                            |
|  | Rebbachisaurus             |
|  |                            |
|  | Cathartesaura, Limaysaurus |
|  |                            |

|  | Demandasaurus |
|  |               |
|  | Nigersaurus   |
|  |               |

|  | Rayososaurus               |
|  |                            |
|  | Rebbachisaurus             |
|  |                            |
|  | Cathartesaura, Limaysaurus |
|  |                            |

|  | Demandasaurus |
|  |               |
|  | Nigersaurus   |
|  |               |

|  | Rayososaurus               |
|  |                            |
|  | Rebbachisaurus             |
|  |                            |
|  | Cathartesaura, Limaysaurus |
|  |                            |

|  | Demandasaurus |
|  |               |
|  | Nigersaurus   |
|  |               |

|  | Rayososaurus               |
|  |                            |
|  | Rebbachisaurus             |
|  |                            |
|  | Cathartesaura, Limaysaurus |
|  |                            |

|  | Demandasaurus |
|  |               |
|  | Nigersaurus   |
|  |               |

|  | Rayososaurus               |
|  |                            |
|  | Rebbachisaurus             |
|  |                            |
|  | Cathartesaura, Limaysaurus |
|  |                            |

|  | Demandasaurus |
|  |               |
|  | Nigersaurus   |
|  |               |

|  | Rayososaurus               |
|  |                            |
|  | Rebbachisaurus             |
|  |                            |
|  | Cathartesaura, Limaysaurus |
|  |                            |

|  | Demandasaurus |
|  |               |
|  | Nigersaurus   |
|  |               |

|  | Rayososaurus               |
|  |                            |
|  | Rebbachisaurus             |
|  |                            |
|  | Cathartesaura, Limaysaurus |
|  |                            |

|  | Demandasaurus |
|  |               |
|  | Nigersaurus   |
|  |               |

|  | Rayososaurus               |
|  |                            |
|  | Rebbachisaurus             |
|  |                            |
|  | Cathartesaura, Limaysaurus |
|  |                            |

|  | Demandasaurus |
|  |               |
|  | Nigersaurus   |
|  |               |

|  | Rayososaurus               |
|  |                            |
|  | Rebbachisaurus             |
|  |                            |
|  | Cathartesaura, Limaysaurus |
|  |                            |

|  | Demandasaurus |
|  |               |
|  | Nigersaurus   |
|  |               |

|  | Rayososaurus               |
|  |                            |
|  | Rebbachisaurus             |
|  |                            |
|  | Cathartesaura, Limaysaurus |
|  |                            |

|  | Demandasaurus |
|  |               |
|  | Nigersaurus   |
|  |               |

|  | Rayososaurus               |
|  |                            |
|  | Rebbachisaurus             |
|  |                            |
|  | Cathartesaura, Limaysaurus |
|  |                            |

|  | Demandasaurus |
|  |               |
|  | Nigersaurus   |
|  |               |

|  | Dicraeosauridae |
|  |                 |
|  | Diplodocidae    |
|  |                 |

|  | Rayososaurus               |
|  |                            |
|  | Rebbachisaurus             |
|  |                            |
|  | Cathartesaura, Limaysaurus |
|  |                            |

|  | Demandasaurus |
|  |               |
|  | Nigersaurus   |
|  |               |

|  | Rayososaurus               |
|  |                            |
|  | Rebbachisaurus             |
|  |                            |
|  | Cathartesaura, Limaysaurus |
|  |                            |

|  | Demandasaurus |
|  |               |
|  | Nigersaurus   |
|  |               |

|  | Rayososaurus               |
|  |                            |
|  | Rebbachisaurus             |
|  |                            |
|  | Cathartesaura, Limaysaurus |
|  |                            |

|  | Demandasaurus |
|  |               |
|  | Nigersaurus   |
|  |               |

|  | Rayososaurus               |
|  |                            |
|  | Rebbachisaurus             |
|  |                            |
|  | Cathartesaura, Limaysaurus |
|  |                            |

|  | Demandasaurus |
|  |               |
|  | Nigersaurus   |
|  |               |

|  | Rayososaurus               |
|  |                            |
|  | Rebbachisaurus             |
|  |                            |
|  | Cathartesaura, Limaysaurus |
|  |                            |

|  | Demandasaurus |
|  |               |
|  | Nigersaurus   |
|  |               |

|  | Rayososaurus               |
|  |                            |
|  | Rebbachisaurus             |
|  |                            |
|  | Cathartesaura, Limaysaurus |
|  |                            |

|  | Demandasaurus |
|  |               |
|  | Nigersaurus   |
|  |               |

|  | Rayososaurus               |
|  |                            |
|  | Rebbachisaurus             |
|  |                            |
|  | Cathartesaura, Limaysaurus |
|  |                            |

|  | Demandasaurus |
|  |               |
|  | Nigersaurus   |
|  |               |

|  | Rayososaurus               |
|  |                            |
|  | Rebbachisaurus             |
|  |                            |
|  | Cathartesaura, Limaysaurus |
|  |                            |

|  | Demandasaurus |
|  |               |
|  | Nigersaurus   |
|  |               |

|  | Rayososaurus               |
|  |                            |
|  | Rebbachisaurus             |
|  |                            |
|  | Cathartesaura, Limaysaurus |
|  |                            |

|  | Demandasaurus |
|  |               |
|  | Nigersaurus   |
|  |               |

|  | Rayososaurus               |
|  |                            |
|  | Rebbachisaurus             |
|  |                            |
|  | Cathartesaura, Limaysaurus |
|  |                            |

|  | Demandasaurus |
|  |               |
|  | Nigersaurus   |
|  |               |

|  | Rayososaurus               |
|  |                            |
|  | Rebbachisaurus             |
|  |                            |
|  | Cathartesaura, Limaysaurus |
|  |                            |

|  | Demandasaurus |
|  |               |
|  | Nigersaurus   |
|  |               |

|  | Rayososaurus               |
|  |                            |
|  | Rebbachisaurus             |
|  |                            |
|  | Cathartesaura, Limaysaurus |
|  |                            |

|  | Demandasaurus |
|  |               |
|  | Nigersaurus   |
|  |               |

|  | Rayososaurus               |
|  |                            |
|  | Rebbachisaurus             |
|  |                            |
|  | Cathartesaura, Limaysaurus |
|  |                            |

|  | Demandasaurus |
|  |               |
|  | Nigersaurus   |
|  |               |

|  | Rayososaurus               |
|  |                            |
|  | Rebbachisaurus             |
|  |                            |
|  | Cathartesaura, Limaysaurus |
|  |                            |

|  | Demandasaurus |
|  |               |
|  | Nigersaurus   |
|  |               |

|  | Rayososaurus               |
|  |                            |
|  | Rebbachisaurus             |
|  |                            |
|  | Cathartesaura, Limaysaurus |
|  |                            |

|  | Demandasaurus |
|  |               |
|  | Nigersaurus   |
|  |               |

|  | Rayososaurus               |
|  |                            |
|  | Rebbachisaurus             |
|  |                            |
|  | Cathartesaura, Limaysaurus |
|  |                            |

|  | Demandasaurus |
|  |               |
|  | Nigersaurus   |
|  |               |

|  | Dicraeosauridae |
|  |                 |
|  | Diplodocidae    |
|  |                 |

|  | Haplocanthosaurus |
|  |                   |
|  | Camasarauromorpha |
|  |                   |

|  | Rayososaurus               |
|  |                            |
|  | Rebbachisaurus             |
|  |                            |
|  | Cathartesaura, Limaysaurus |
|  |                            |

|  | Demandasaurus |
|  |               |
|  | Nigersaurus   |
|  |               |

|  | Rayososaurus               |
|  |                            |
|  | Rebbachisaurus             |
|  |                            |
|  | Cathartesaura, Limaysaurus |
|  |                            |

|  | Demandasaurus |
|  |               |
|  | Nigersaurus   |
|  |               |

|  | Rayososaurus               |
|  |                            |
|  | Rebbachisaurus             |
|  |                            |
|  | Cathartesaura, Limaysaurus |
|  |                            |

|  | Demandasaurus |
|  |               |
|  | Nigersaurus   |
|  |               |

|  | Rayososaurus               |
|  |                            |
|  | Rebbachisaurus             |
|  |                            |
|  | Cathartesaura, Limaysaurus |
|  |                            |

|  | Demandasaurus |
|  |               |
|  | Nigersaurus   |
|  |               |

|  | Rayososaurus               |
|  |                            |
|  | Rebbachisaurus             |
|  |                            |
|  | Cathartesaura, Limaysaurus |
|  |                            |

|  | Demandasaurus |
|  |               |
|  | Nigersaurus   |
|  |               |

|  | Rayososaurus               |
|  |                            |
|  | Rebbachisaurus             |
|  |                            |
|  | Cathartesaura, Limaysaurus |
|  |                            |

|  | Demandasaurus |
|  |               |
|  | Nigersaurus   |
|  |               |

|  | Rayososaurus               |
|  |                            |
|  | Rebbachisaurus             |
|  |                            |
|  | Cathartesaura, Limaysaurus |
|  |                            |

|  | Demandasaurus |
|  |               |
|  | Nigersaurus   |
|  |               |

|  | Rayososaurus               |
|  |                            |
|  | Rebbachisaurus             |
|  |                            |
|  | Cathartesaura, Limaysaurus |
|  |                            |

|  | Demandasaurus |
|  |               |
|  | Nigersaurus   |
|  |               |

|  | Rayososaurus               |
|  |                            |
|  | Rebbachisaurus             |
|  |                            |
|  | Cathartesaura, Limaysaurus |
|  |                            |

|  | Demandasaurus |
|  |               |
|  | Nigersaurus   |
|  |               |

|  | Rayososaurus               |
|  |                            |
|  | Rebbachisaurus             |
|  |                            |
|  | Cathartesaura, Limaysaurus |
|  |                            |

|  | Demandasaurus |
|  |               |
|  | Nigersaurus   |
|  |               |

|  | Rayososaurus               |
|  |                            |
|  | Rebbachisaurus             |
|  |                            |
|  | Cathartesaura, Limaysaurus |
|  |                            |

|  | Demandasaurus |
|  |               |
|  | Nigersaurus   |
|  |               |

|  | Rayososaurus               |
|  |                            |
|  | Rebbachisaurus             |
|  |                            |
|  | Cathartesaura, Limaysaurus |
|  |                            |

|  | Demandasaurus |
|  |               |
|  | Nigersaurus   |
|  |               |

|  | Rayososaurus               |
|  |                            |
|  | Rebbachisaurus             |
|  |                            |
|  | Cathartesaura, Limaysaurus |
|  |                            |

|  | Demandasaurus |
|  |               |
|  | Nigersaurus   |
|  |               |

|  | Rayososaurus               |
|  |                            |
|  | Rebbachisaurus             |
|  |                            |
|  | Cathartesaura, Limaysaurus |
|  |                            |

|  | Demandasaurus |
|  |               |
|  | Nigersaurus   |
|  |               |

|  | Rayososaurus               |
|  |                            |
|  | Rebbachisaurus             |
|  |                            |
|  | Cathartesaura, Limaysaurus |
|  |                            |

|  | Demandasaurus |
|  |               |
|  | Nigersaurus   |
|  |               |

|  | Rayososaurus               |
|  |                            |
|  | Rebbachisaurus             |
|  |                            |
|  | Cathartesaura, Limaysaurus |
|  |                            |

|  | Demandasaurus |
|  |               |
|  | Nigersaurus   |
|  |               |

|  | Dicraeosauridae |
|  |                 |
|  | Diplodocidae    |
|  |                 |

|  | Rayososaurus               |
|  |                            |
|  | Rebbachisaurus             |
|  |                            |
|  | Cathartesaura, Limaysaurus |
|  |                            |

|  | Demandasaurus |
|  |               |
|  | Nigersaurus   |
|  |               |

|  | Rayososaurus               |
|  |                            |
|  | Rebbachisaurus             |
|  |                            |
|  | Cathartesaura, Limaysaurus |
|  |                            |

|  | Demandasaurus |
|  |               |
|  | Nigersaurus   |
|  |               |

|  | Rayososaurus               |
|  |                            |
|  | Rebbachisaurus             |
|  |                            |
|  | Cathartesaura, Limaysaurus |
|  |                            |

|  | Demandasaurus |
|  |               |
|  | Nigersaurus   |
|  |               |

|  | Rayososaurus               |
|  |                            |
|  | Rebbachisaurus             |
|  |                            |
|  | Cathartesaura, Limaysaurus |
|  |                            |

|  | Demandasaurus |
|  |               |
|  | Nigersaurus   |
|  |               |

|  | Rayososaurus               |
|  |                            |
|  | Rebbachisaurus             |
|  |                            |
|  | Cathartesaura, Limaysaurus |
|  |                            |

|  | Demandasaurus |
|  |               |
|  | Nigersaurus   |
|  |               |

|  | Rayososaurus               |
|  |                            |
|  | Rebbachisaurus             |
|  |                            |
|  | Cathartesaura, Limaysaurus |
|  |                            |

|  | Demandasaurus |
|  |               |
|  | Nigersaurus   |
|  |               |

|  | Rayososaurus               |
|  |                            |
|  | Rebbachisaurus             |
|  |                            |
|  | Cathartesaura, Limaysaurus |
|  |                            |

|  | Demandasaurus |
|  |               |
|  | Nigersaurus   |
|  |               |

|  | Rayososaurus               |
|  |                            |
|  | Rebbachisaurus             |
|  |                            |
|  | Cathartesaura, Limaysaurus |
|  |                            |

|  | Demandasaurus |
|  |               |
|  | Nigersaurus   |
|  |               |

|  | Rayososaurus               |
|  |                            |
|  | Rebbachisaurus             |
|  |                            |
|  | Cathartesaura, Limaysaurus |
|  |                            |

|  | Demandasaurus |
|  |               |
|  | Nigersaurus   |
|  |               |

|  | Rayososaurus               |
|  |                            |
|  | Rebbachisaurus             |
|  |                            |
|  | Cathartesaura, Limaysaurus |
|  |                            |

|  | Demandasaurus |
|  |               |
|  | Nigersaurus   |
|  |               |

|  | Rayososaurus               |
|  |                            |
|  | Rebbachisaurus             |
|  |                            |
|  | Cathartesaura, Limaysaurus |
|  |                            |

|  | Demandasaurus |
|  |               |
|  | Nigersaurus   |
|  |               |

|  | Rayososaurus               |
|  |                            |
|  | Rebbachisaurus             |
|  |                            |
|  | Cathartesaura, Limaysaurus |
|  |                            |

|  | Demandasaurus |
|  |               |
|  | Nigersaurus   |
|  |               |

|  | Rayososaurus               |
|  |                            |
|  | Rebbachisaurus             |
|  |                            |
|  | Cathartesaura, Limaysaurus |
|  |                            |

|  | Demandasaurus |
|  |               |
|  | Nigersaurus   |
|  |               |

|  | Rayososaurus               |
|  |                            |
|  | Rebbachisaurus             |
|  |                            |
|  | Cathartesaura, Limaysaurus |
|  |                            |

|  | Demandasaurus |
|  |               |
|  | Nigersaurus   |
|  |               |

|  | Rayososaurus               |
|  |                            |
|  | Rebbachisaurus             |
|  |                            |
|  | Cathartesaura, Limaysaurus |
|  |                            |

|  | Demandasaurus |
|  |               |
|  | Nigersaurus   |
|  |               |

|  | Rayososaurus               |
|  |                            |
|  | Rebbachisaurus             |
|  |                            |
|  | Cathartesaura, Limaysaurus |
|  |                            |

|  | Demandasaurus |
|  |               |
|  | Nigersaurus   |
|  |               |

|  | Dicraeosauridae |
|  |                 |
|  | Diplodocidae    |
|  |                 |

|  | Haplocanthosaurus |
|  |                   |
|  | Camasarauromorpha |
|  |                   |

|  | Rayososaurus               |
|  |                            |
|  | Rebbachisaurus             |
|  |                            |
|  | Cathartesaura, Limaysaurus |
|  |                            |

|  | Demandasaurus |
|  |               |
|  | Nigersaurus   |
|  |               |

|  | Rayososaurus               |
|  |                            |
|  | Rebbachisaurus             |
|  |                            |
|  | Cathartesaura, Limaysaurus |
|  |                            |

|  | Demandasaurus |
|  |               |
|  | Nigersaurus   |
|  |               |

|  | Rayososaurus               |
|  |                            |
|  | Rebbachisaurus             |
|  |                            |
|  | Cathartesaura, Limaysaurus |
|  |                            |

|  | Demandasaurus |
|  |               |
|  | Nigersaurus   |
|  |               |

|  | Rayososaurus               |
|  |                            |
|  | Rebbachisaurus             |
|  |                            |
|  | Cathartesaura, Limaysaurus |
|  |                            |

|  | Demandasaurus |
|  |               |
|  | Nigersaurus   |
|  |               |

|  | Rayososaurus               |
|  |                            |
|  | Rebbachisaurus             |
|  |                            |
|  | Cathartesaura, Limaysaurus |
|  |                            |

|  | Demandasaurus |
|  |               |
|  | Nigersaurus   |
|  |               |

|  | Rayososaurus               |
|  |                            |
|  | Rebbachisaurus             |
|  |                            |
|  | Cathartesaura, Limaysaurus |
|  |                            |

|  | Demandasaurus |
|  |               |
|  | Nigersaurus   |
|  |               |

|  | Rayososaurus               |
|  |                            |
|  | Rebbachisaurus             |
|  |                            |
|  | Cathartesaura, Limaysaurus |
|  |                            |

|  | Demandasaurus |
|  |               |
|  | Nigersaurus   |
|  |               |

|  | Rayososaurus               |
|  |                            |
|  | Rebbachisaurus             |
|  |                            |
|  | Cathartesaura, Limaysaurus |
|  |                            |

|  | Demandasaurus |
|  |               |
|  | Nigersaurus   |
|  |               |

|  | Rayososaurus               |
|  |                            |
|  | Rebbachisaurus             |
|  |                            |
|  | Cathartesaura, Limaysaurus |
|  |                            |

|  | Demandasaurus |
|  |               |
|  | Nigersaurus   |
|  |               |

|  | Rayososaurus               |
|  |                            |
|  | Rebbachisaurus             |
|  |                            |
|  | Cathartesaura, Limaysaurus |
|  |                            |

|  | Demandasaurus |
|  |               |
|  | Nigersaurus   |
|  |               |

|  | Rayososaurus               |
|  |                            |
|  | Rebbachisaurus             |
|  |                            |
|  | Cathartesaura, Limaysaurus |
|  |                            |

|  | Demandasaurus |
|  |               |
|  | Nigersaurus   |
|  |               |

|  | Rayososaurus               |
|  |                            |
|  | Rebbachisaurus             |
|  |                            |
|  | Cathartesaura, Limaysaurus |
|  |                            |

|  | Demandasaurus |
|  |               |
|  | Nigersaurus   |
|  |               |

|  | Rayososaurus               |
|  |                            |
|  | Rebbachisaurus             |
|  |                            |
|  | Cathartesaura, Limaysaurus |
|  |                            |

|  | Demandasaurus |
|  |               |
|  | Nigersaurus   |
|  |               |

|  | Rayososaurus               |
|  |                            |
|  | Rebbachisaurus             |
|  |                            |
|  | Cathartesaura, Limaysaurus |
|  |                            |

|  | Demandasaurus |
|  |               |
|  | Nigersaurus   |
|  |               |

|  | Rayososaurus               |
|  |                            |
|  | Rebbachisaurus             |
|  |                            |
|  | Cathartesaura, Limaysaurus |
|  |                            |

|  | Demandasaurus |
|  |               |
|  | Nigersaurus   |
|  |               |

|  | Rayososaurus               |
|  |                            |
|  | Rebbachisaurus             |
|  |                            |
|  | Cathartesaura, Limaysaurus |
|  |                            |

|  | Demandasaurus |
|  |               |
|  | Nigersaurus   |
|  |               |

|  | Dicraeosauridae |
|  |                 |
|  | Diplodocidae    |
|  |                 |

|  | Rayososaurus               |
|  |                            |
|  | Rebbachisaurus             |
|  |                            |
|  | Cathartesaura, Limaysaurus |
|  |                            |

|  | Demandasaurus |
|  |               |
|  | Nigersaurus   |
|  |               |

|  | Rayososaurus               |
|  |                            |
|  | Rebbachisaurus             |
|  |                            |
|  | Cathartesaura, Limaysaurus |
|  |                            |

|  | Demandasaurus |
|  |               |
|  | Nigersaurus   |
|  |               |

|  | Rayososaurus               |
|  |                            |
|  | Rebbachisaurus             |
|  |                            |
|  | Cathartesaura, Limaysaurus |
|  |                            |

|  | Demandasaurus |
|  |               |
|  | Nigersaurus   |
|  |               |

|  | Rayososaurus               |
|  |                            |
|  | Rebbachisaurus             |
|  |                            |
|  | Cathartesaura, Limaysaurus |
|  |                            |

|  | Demandasaurus |
|  |               |
|  | Nigersaurus   |
|  |               |

|  | Rayososaurus               |
|  |                            |
|  | Rebbachisaurus             |
|  |                            |
|  | Cathartesaura, Limaysaurus |
|  |                            |

|  | Demandasaurus |
|  |               |
|  | Nigersaurus   |
|  |               |

|  | Rayososaurus               |
|  |                            |
|  | Rebbachisaurus             |
|  |                            |
|  | Cathartesaura, Limaysaurus |
|  |                            |

|  | Demandasaurus |
|  |               |
|  | Nigersaurus   |
|  |               |

|  | Rayososaurus               |
|  |                            |
|  | Rebbachisaurus             |
|  |                            |
|  | Cathartesaura, Limaysaurus |
|  |                            |

|  | Demandasaurus |
|  |               |
|  | Nigersaurus   |
|  |               |

|  | Rayososaurus               |
|  |                            |
|  | Rebbachisaurus             |
|  |                            |
|  | Cathartesaura, Limaysaurus |
|  |                            |

|  | Demandasaurus |
|  |               |
|  | Nigersaurus   |
|  |               |

|  | Rayososaurus               |
|  |                            |
|  | Rebbachisaurus             |
|  |                            |
|  | Cathartesaura, Limaysaurus |
|  |                            |

|  | Demandasaurus |
|  |               |
|  | Nigersaurus   |
|  |               |

|  | Rayososaurus               |
|  |                            |
|  | Rebbachisaurus             |
|  |                            |
|  | Cathartesaura, Limaysaurus |
|  |                            |

|  | Demandasaurus |
|  |               |
|  | Nigersaurus   |
|  |               |

|  | Rayososaurus               |
|  |                            |
|  | Rebbachisaurus             |
|  |                            |
|  | Cathartesaura, Limaysaurus |
|  |                            |

|  | Demandasaurus |
|  |               |
|  | Nigersaurus   |
|  |               |

|  | Rayososaurus               |
|  |                            |
|  | Rebbachisaurus             |
|  |                            |
|  | Cathartesaura, Limaysaurus |
|  |                            |

|  | Demandasaurus |
|  |               |
|  | Nigersaurus   |
|  |               |

|  | Rayososaurus               |
|  |                            |
|  | Rebbachisaurus             |
|  |                            |
|  | Cathartesaura, Limaysaurus |
|  |                            |

|  | Demandasaurus |
|  |               |
|  | Nigersaurus   |
|  |               |

|  | Rayososaurus               |
|  |                            |
|  | Rebbachisaurus             |
|  |                            |
|  | Cathartesaura, Limaysaurus |
|  |                            |

|  | Demandasaurus |
|  |               |
|  | Nigersaurus   |
|  |               |

|  | Rayososaurus               |
|  |                            |
|  | Rebbachisaurus             |
|  |                            |
|  | Cathartesaura, Limaysaurus |
|  |                            |

|  | Demandasaurus |
|  |               |
|  | Nigersaurus   |
|  |               |

|  | Rayososaurus               |
|  |                            |
|  | Rebbachisaurus             |
|  |                            |
|  | Cathartesaura, Limaysaurus |
|  |                            |

|  | Demandasaurus |
|  |               |
|  | Nigersaurus   |
|  |               |

|  | Dicraeosauridae |
|  |                 |
|  | Diplodocidae    |
|  |                 |

|  | Haplocanthosaurus |
|  |                   |
|  | Camasarauromorpha |
|  |                   |